# الجرف (الطفيلة)
الجرف منطقة سكنية تقع في لواء الحسا، محافظة الطفيلة في الأردن. تنتمي المنطقة لقضاء الحسا الذي يضم منطقتين. يقدر عدد سكانها بـ 8084 نسمة حسب إحصاء 2015.

## الوصلات الخارجية
- دائرة الاحصاءات العامة